# Julia Campbell
Julia Campbell (Huntsville, 12 marzo 1962) è un'attrice statunitense.

## Filmografia

### Cinema
- La fortuna bussa alla porta... il problema è farla entrare (1990)
- Romy & Michelle (1997)
- Inchiesta ad alto rischio (1998)
- Marabunta - Minaccia alla Terra (1998)
- Rose Red (2002)
- Derby in famiglia (2005)
- Jesus Revolution (2023)

### Televisione
- Ma che ti passa per la testa? (5 episodi, 1992)
- La signora in giallo (1 episodio, 1993)
- Party of Five (1 episodio, 1995)
- Seinfeld (1 episodio, 1998)
- The Practice - Professione avvocati (1 episodio, 1998)
- Jarod il camaleonte (1 episodio, 1998)
- Più forte ragazzi (5 episodi, 1998-1999)
- Friends (1 episodio, 2000)
- Giudice Amy (1 episodio, 2001)
- Due uomini e mezzo (1 episodio, 2006)
- 3 libbre (1 episodio, 2006)
- Desperate Housewives - I segreti di Wisteria Lane (1 episodio, 2007)
- Heroes (1 episodio, 2009)
- Dr. House - Medical Division (1 episodio, 2009)
- Dexter (5 episodi, 2009)
- Lie to Me (1 episodio, 2010)
- Austin & Ally  (3 episodi, 2013)
- The Mentalist (2ª stagione 2009)

## Doppiatrici italiane
Nelle versioni in italiano delle opere in cui ha recitato, Julia Campbell è stata doppiata da:
- Emanuela Baroni in Desperate Housewives - I segreti di Wisteria Lane, Criminal Minds
- Micaela Esdra in La fortuna bussa alla porta... il problema è farla entrare
- Daniela Calò in Dr. House - Medical Division
- Angiola Baggi in CSI - Scena del crimine
- Irene Di Valmo in CSI: Miami